# Kerk van Sauwerd

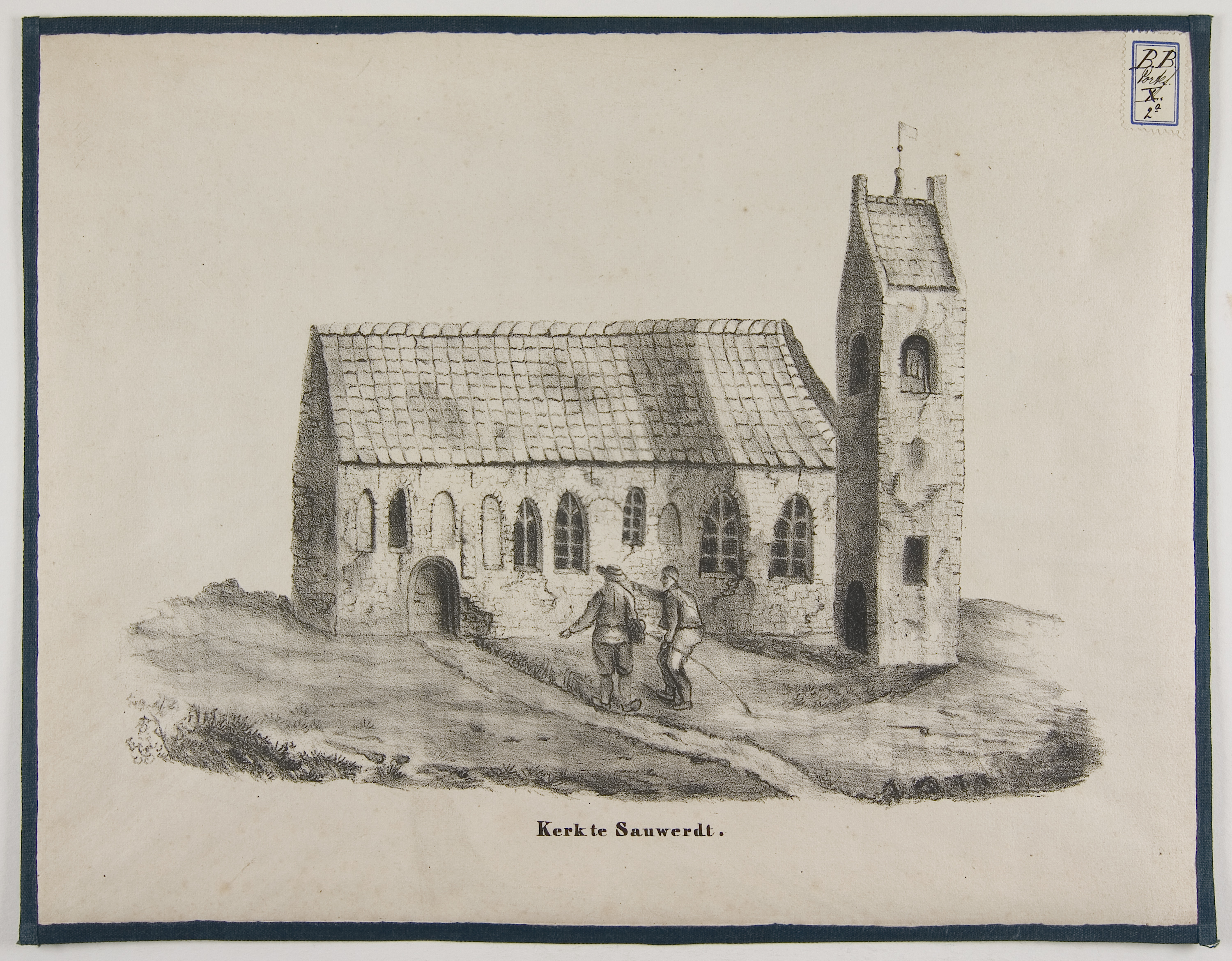
De in 1840 afgebroken kerk van Sauwerd op een oude steendruk uit ca. 1840

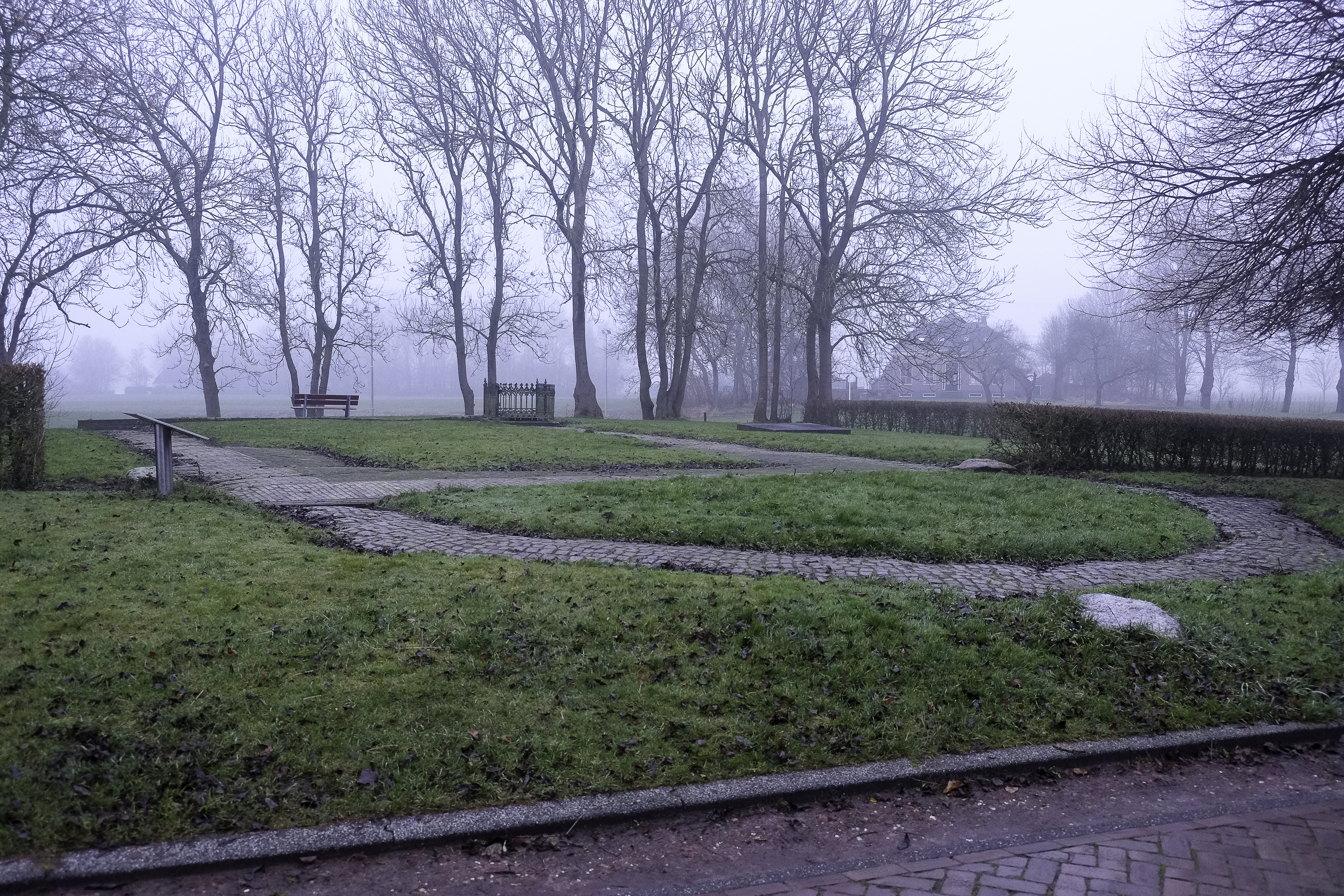
Contouren van de vroegere kerk van Sauwerd. De toren bevond zich aan linkerzijde op de voorgrond (contouren buiten beeld).

De kerk van Sauwerd is een voormalig kerkgebouw in het dorp Sauwerd in de Nederlandse provincie Groningen. De kerk bevond zich op de wierde van het dorp, die in 1917 deels werd afgegraven. Aan westzijde van de kerk bevond zich vroeger de Onstaborg.

## Bouwgeschiedenis
Bij archeologische opgravingen in 1982 zijn geen aanwijzingen gevonden dat de kerk een houten voorganger heeft gehad. Het houten materiaal kan echter zijn vergaan in de kleigrond. De latere stenen kerk kreeg in 3 fasen haar uiteindelijke vorm:
- Vermoedelijk op zijn vroegst in het laatste kwart van de 12e eeuw werd een bakstenen schip (zaalkerk) met een versmald rechtgesloten koor eraan vast gebouwd.
- Midden 13e eeuw werd deze kerk weer gesloopt en werd een ongeveer even grote romanogotische kerk gebouwd zonder koor.
- In de 14e of 15e eeuw werd een laatgotisch driezijdig gesloten en door eenmaal versneden steunberen ondersteund koor aangebouwd met een grafkelder voor de familie Onsta.

In de 2e of 3e fase werd ten zuidoosten van het kerkhof een ranke vrijstaande toren gebouwd met een door een rondboog gedekte ingang aan westzijde. In de zuid- en westgevel bevonden zich eveneens door rondbogen gedekte galmgaten.
De eerste vermelding van het kerspel Sauwerd is in een oorkonde uit 1319, waarin gesproken wordt van ene ‘Boyo, rector ecclesie in Sawert’.

## Afbraak
In 1840 werden de kerk en de toren gesloopt wegens bouwvalligheid in hetzelfde jaar dat ook de kerk van Wetsinge gesloopt werd. Ter vervanging werd in Klein Wetsinge een nieuwe kerk gebouwd. De samenvoeging hing mogelijk samen met een verminderd aantal kerkgangers als gevolg van de Afscheiding 6 jaar eerder. De luidklok van de oude kerk van Sauwerd hangt sindsdien in deze kerk. De grafkelder van de familie Onsta stortte eind 19e eeuw in en werd daarop in 1894 afgebroken. Na de opgravingen in 1982 werden de contouren van kerk en toren in het maaiveld aangegeven.